# Ileanda
Ileanda (en hongrois Nagyilonda) est une commune roumaine du județ de Sălaj, dans la région historique de Transylvanie et dans la région de développement du Nord-ouest.

## Géographie
La commune d'Ileanda est située dans le nord-est du județ, à la limite avec el județ de Maramureș, dans la vallée de la rivière Someș, à 40 km au nord-ouest de Dej, à 52 km au sud de Baia Mare et à 71 km au nord-est de Zalău, le chef-lieu du județ.
La municipalité est composée des treize villages suivants (population en 2002) :
- Bârsăuța (23) ;
- Bizușa-Băi (79) ;
- Dăbiceni (233) ;
- Dolheni (113) ;
- Ileanda (1 261), siège de la commune ;
- Luminișu (122) ;
- Măleni (10) ;
- Negreni (117) ;
- Perii Vadului (154) ;
- Podișu (159) ;
- Răstoci (170) ;
- Rogna (118) ;
- Șasa (90).

## Histoire
La première mention écrite de la commune date de 1390 sous le nom de Ylandmeze.
La commune, qui appartenait au royaume de Hongrie, faisait partie de la principauté de Transylvanie et elle en a donc suivi l'histoire.
Après le compromis de 1867 entre Autrichiens et Hongrois de l'empire d'Autriche, la principauté de Transylvanie disparaît et, en 1876, le royaume de Hongrie est partagé en comitats. Ileanda intègre le comitat de Szolnok-Doboka (Szolnok-Dobokamegye) dont elle est un chef-lieu de district.
À la fin de la Première Guerre mondiale, l'Empire austro-hongrois disparaît et la commune rejoint la Grande Roumanie et le județ de Someș, disparu depuis et dont le chef-lieu était la ville de Dej.
En 1940, à la suite du deuxième arbitrage de Vienne, elle est annexée par la Hongrie jusqu'en 1944, période durant laquelle son importante communauté juive est presque entièrement détruite par les nazis. Elle réintègre la Roumanie après la Seconde Guerre mondiale. En 1968, lors de la réorganisation administrative du pays, la commune est intégrée au județ de Sălaj auquel elle appartient aujourd'hui.

## Politique
Le conseil municipal d'Ileanda compte 11 sièges de conseillers municipaux. À l'issue des élections municipales de juin 2008, Petru Cornel Satmari (PNl) a été élu maire de la commune.
| Parti                              | Nombre de conseillers |
| ---------------------------------- | --------------------- |
| Parti démocrate-libéral (PD-L)     | 4                     |
| Parti national libéral (PNL)       | 3                     |
| Parti conservateur                 | 1                     |
| Parti de la Grande Roumanie (PRM)  | 1                     |
| Parti social-démocrate (PSD)       | 1                     |
| Union populaire sociale chrétienne | 1                     |

## Religions
En 2002, la composition religieuse de la commune était la suivante :
- Chrétiens orthodoxes, 79,72 % ;
- Pentecôtistes, 9,19 % ;
- Grecs-Catholiques, 8,72 % ;
- Adventistes du septième jour, 0,96 %.

## Démographie
En 1910, à l'époque austro-hongroise, la commune comptait 3 515 Roumains (82,60 %), 553 Hongrois (13,00 %) et 58 Allemands (1,36 %).
En 1930, on dénombrait 3 723 Roumains (86,56 %), 114 Hongrois (2,65 %), 339 Juifs (7,88 %) et 109 Tsiganes (2,53 %).
En 1956, après la Seconde Guerre mondiale, 4 223 Roumains (94,90 %) côtoyaient 94 Hongrois (2,11 %), 59 Juifs (1,33 %) et 57 Tsiganes (1,28 %).
En 2002, la commune comptait 2 325 Roumains (89,80 %), 17 Hongrois (0,65 %) et 244 Tsiganes (9,42 %).
| 1850  | 1880  | 1900  | 1910  | 1920  | 1930  | 1941  | 1956  | 1966  |
| ----- | ----- | ----- | ----- | ----- | ----- | ----- | ----- | ----- |
| 3 351 | 3 286 | 3 880 | 4 253 | 4 149 | 4 301 | 4 637 | 4 450 | 3 745 |

| 1977  | 1992  | 2002  | 2007  | - | - | - | - | - |
| ----- | ----- | ----- | ----- | - | - | - | - | - |
| 3 712 | 2 839 | 2 509 | 2 391 | - | - | - | - | - |

## Économie
L'économie de la commune repose sur l'agriculture (céréales, plantes industrielles, pommes de terre) et l'élevage (ovins surtout).

## Communications

### Routes
Ileanda est située sur la route nationale DN1C (Route européenne 58) Dej-Baia Mare. Dans le village de Răstoci se trouve l'embranchement de la nationale DN1H qui rejoint Jibou et Zalău. On peut aussi rejoindre la nationale DN1G en direction de Cluj-Napoca.

### Voies ferrées
Ileanda est desservie par la ligne des Chemins de Fer Roumanis (Căile Ferate Române) Dej-Jibou.

## Lieux et monuments

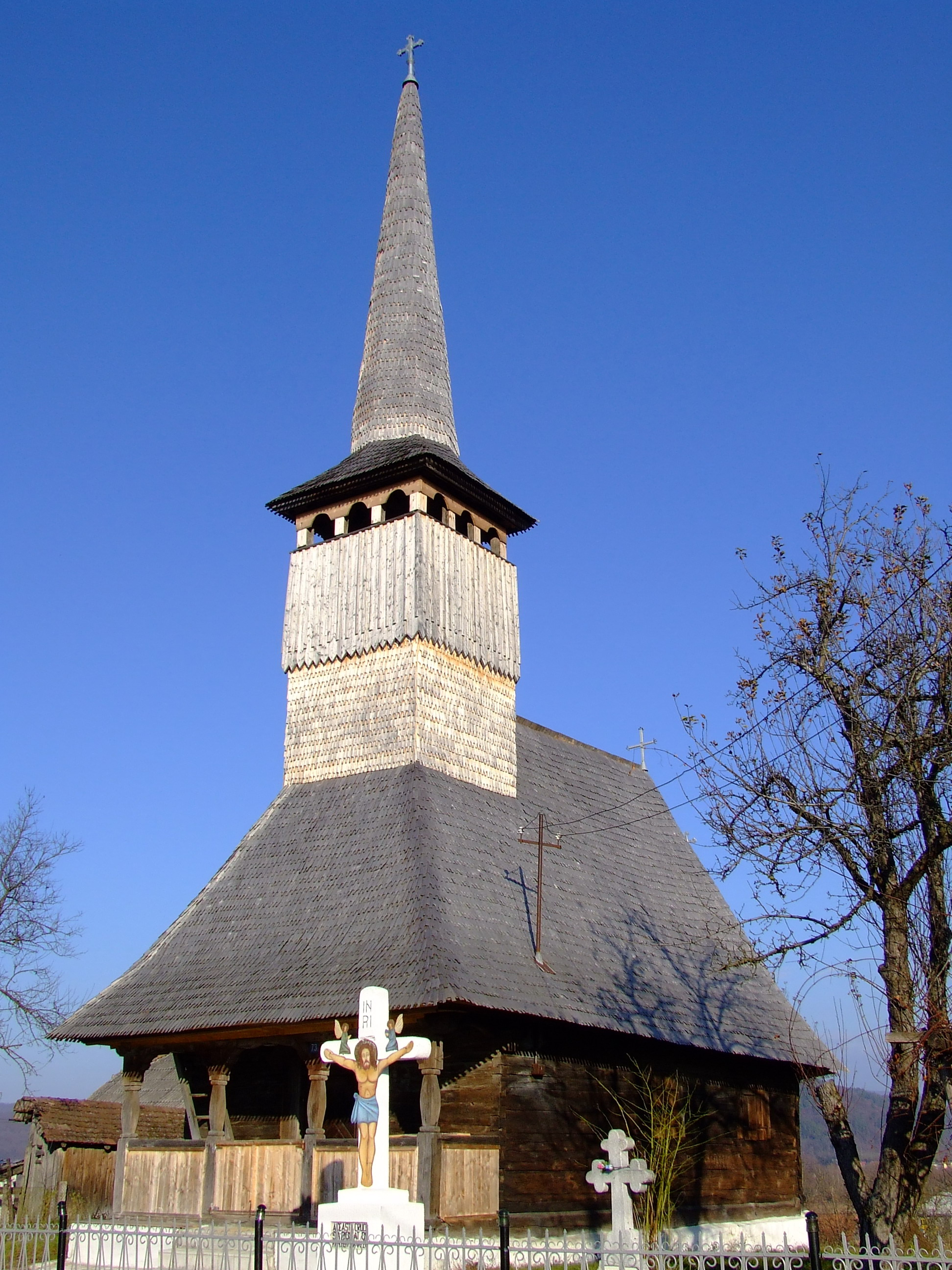
L'église de Podișu

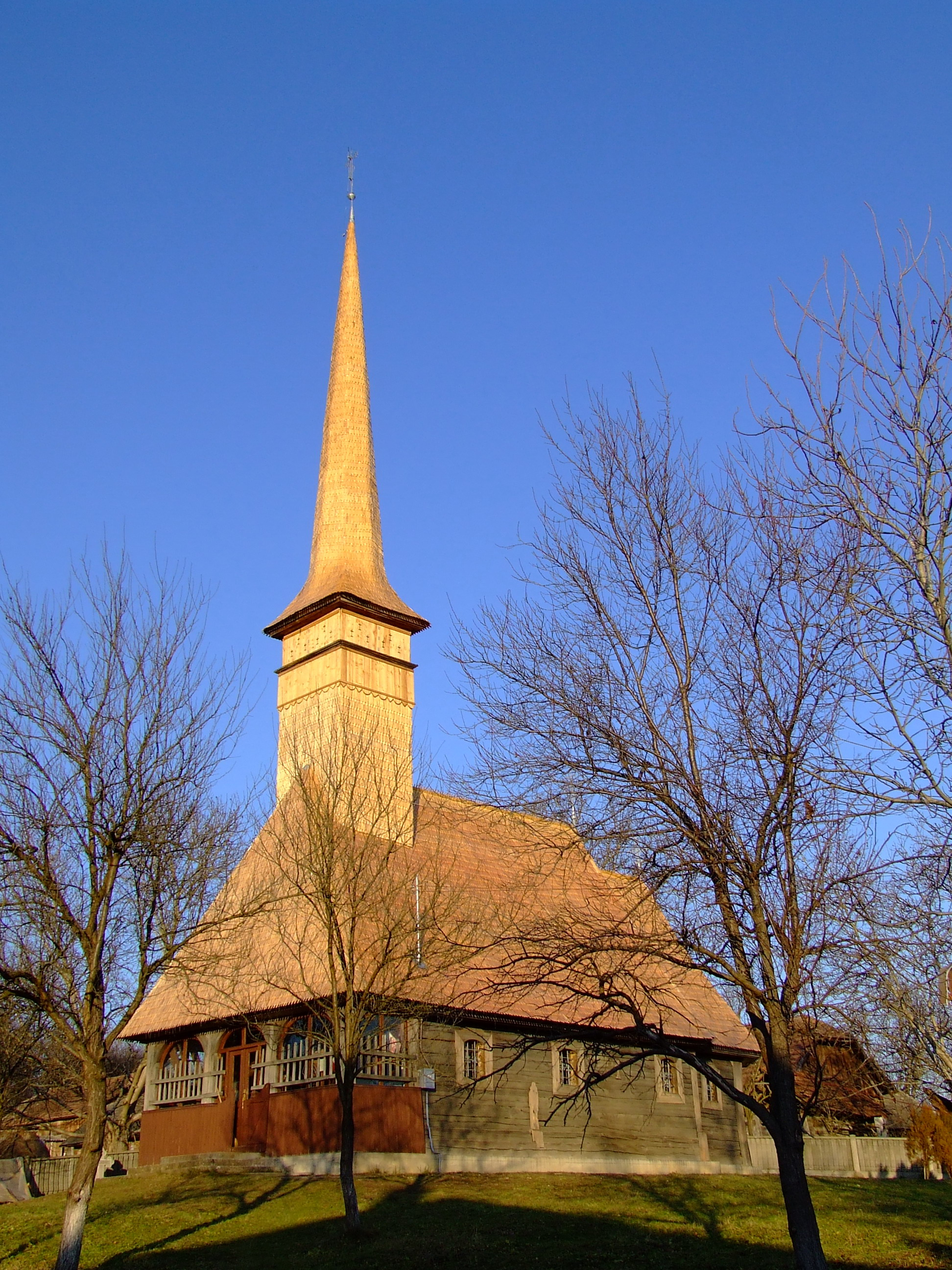
L'église de Răstoci

- Ileanda, église orthodoxe en bois de la Dormition de la Vierge du XVIIe siècle[6].

- Podișu, église orthodoxe en bois St Nicolas du XVIIIe siècle[6].

- Negreni, église orthodoxe en bois des Sts Archanges de 1650[6].

- Răstoci, église orthodoxe en bois des Sts Archanges de 1833[6].

- Dolheni, église orthodoxe de 1842[7].

- Bârsăuța, église orthodoxe de 1807[7].

- Măleni, église orthodoxe de 1833[7].

- Perii Vadului, église orthodoxe de 1856[7].